# Okręty podwodne typu Osvetnik
Okręty podwodne typu Osvetnik – seria jugosłowiańskich okrętów podwodnych z okresu międzywojennego, składająca się z dwóch jednostek „Osvetnik” i „Smeli”. Okręty zbudowane we Francji na bazie serii okrętów typu Circé. Po kampanii bałkańskiej, 17 kwietnia 1941 roku oba okręty przejęte przez  Włochy i po modernizacji używane jako jednostki szkolne „N 1” i „N 2”. Okręty zatopione po kapitulacji Włoch we wrześniu 1943 roku. Oba okręty wydobyte i pocięte na złom w 1947 roku.